# Jazz d'avanguardia
Il jazz d'avanguardia, al quale ci si riferisce spesso anche nella lingua italiana con il termine inglese avant-garde jazz e noto anche come avant-jazz, è uno stile musicale basato sull' improvvisazione che combina l'avanguardia colta e la composizione, con il jazz. Nato tra gli anni '50 e '60, l'avant-garde jazz è comparabile al free jazz, ma differisce nel fatto che, benché condividano un'origine comune nell'atonalità, possiede una struttura predeterminata su cui l'improvvisazione si snoda.

## Storia

### 1950
Le origini del jazz d'avanguardia stanno nelle innovazioni stilistiche dei successori di Charlie Parker. A New York City, musicisti come Charles Mingus, Miles Davis e John Coltrane introdussero l'improvvisazione modale e sperimentavano l'atonalità e le dissonanze. Sun Ra, Cecil Taylor e Ornette Coleman divennero presto degli innovatori, benché spesso discussi e controversi.

### 1960
A Chicago, l'Association for the Advancement of Creative Musicians cominciò a seguire tale genere musicale. I musicisti Muhal Richard Abrams, Anthony Braxton, Roscoe Mitchell, Hamid Drake, e the Art Ensemble of Chicago) tendevano all'ecletticità musicale.

### 1970
Gli anni 70 videro lo sviluppo della fusion. È oggetto di discussione se tale genere può essere considerato una forma di avant-garde jazz, benché le registrazioni dell'epoca di Miles Davis soprattutto, suonavano innovative e traevano ispirazione dal serialismo dalla musica aleatoria proprio allo stesso modo della AACM. Già verso la metà degli anni '70, molte icone del jazz, come Albert Ayler, Archie Shepp, e Ornette Coleman stavano miscelando il rock e il funk. Coleman alla fine sviluppò il free funk, che sarebbe stato ulteriormente esplorato e approfondito in seguito dal movimento M-Base negli anni '80.

### 1980
Gli anni '80 furono caratterizzati dall'emergere di Wynton Marsalis e del suo approccio classico e tradizionale, vedendosi a determinare un sostanziale crollo dell'avant guarde jazz. Tuttavia, New York stava diventando il centro di un nuovo gruppo di improvvisatori dallo stile possente e aggressivo: John Zorn, Borbetomagus, the Lounge Lizards, James Chance, James Blood Ulmer, Sonny Sharrock, Marc Ribot, Diamanda Galás, Bill Laswell e Bill Frisell fra gli altri. Tale nuovo sviluppo musicale si fa rientrare nel cosiddetto punk jazz.
John Zorn, in particolare, divenne una figura di riferimento, suonando free jazz, improvvisazioni free nonché un'ampia varietà di altri stili e sottogeneri.

### 1990
Gli anni '90 furono caratterizzati da un ritorno della scena di Chicago e ai musicisti legati all'AACM. I principali furono David Boykin, Aaron Getsug, Nicole Mitchell e Karl E. H. Seigfried i quali nacquero stilisticamente nei Velvet Lounge di Fred Anderson. Altri musicisti furono Ken Vandermark, Jeff Parker, e Kevin Drumm.

## Musicisti di rilievo
- George Adams
- Albert Ayler
- Derek Bailey
- Han Bennink
- Ed Blackwell
- Carla Bley
- Anthony Braxton
- Ernest Dawkins
- Eric Dolphy
- Scott Fields
- Mike Garson
- Charles Gayle
- Globe Unity Orchestra
- Joe Harriott
- Theo Jörgensmann
- Jeanne Lee
- Joe McPhee
- Myra Melford
- Misha Mengelberg
- Don Pullen
- Sam Rivers
- Matthew Shipp
- Arto Tunçboyacıyan
- Alexander von Schlippenbach
- Patty Waters
- John Zorn
- Cecil Taylor
- Billie Davies
- Ornette Coleman
- Rahsaan Roland Kirk
- Don Cherry
- Sun Ra